# ویکتور بالودا
 ویکتور بالودا (روسی: Виктор Михайлович Балуда؛ زادهٔ ۲۰ سپتامبر ۱۹۹۲) یک تنیس‌باز اهل روسیه است.